# Блоджетт, Эдит
Эдит Грейс Блоджетт (англ. Edith Grace Blodgett, урождённая Ирвин, англ. Irwin; 26 сентября 1916, Гранд-Рапидс — 2 апреля 2012, Гранд-Рапидс) — американская благотворительница, известная преимущественно как патронесса Симфонического оркестра Гранд-Рапидс.
Родилась в семье медика Томаса Чарльза Ирвина (1866—1944), одного из руководителей городской больницы. Окончила колледж Гранд-Рапидс, где изучала теорию музыки и гармонию под руководством основателя Симфонического оркестра Гранд-Рапидс Карла Веккера. Затем в 1937 году окончила школу секретарш в Бостоне, работала секретаршей в Барнардском колледже, Мичиганском университете, службе доставки посылок Railway Express Agency. Вырастила дочь в первом браке с ветераном Второй мировой войны Уильямом Феррисом, сын в 1949 году умер в возрасте трёх месяцев от лейкемии.
После смерти первого мужа в 1967 году стала второй женой Джона Вуда Блоджетта-младшего (1901—1987), владельца крупного семейного бизнеса в области лесозаготовок, президента  в 1936—1965 гг. Супруги оказывали значительную финансовую поддержку различным культурным проектам в своём родном городе — в частности, приобрели здание для Общественного театра Гранд-Рапидс.
В 1969—1982 гг. Эдит Блоджетт входила в попечительский совет Симфонического оркестра Гранд-Рапидс, в 1974—1978 гг. занимала пост председателя совета в период заметного роста расходов, связанного с переводом музыкантов оркестра с частичной занятости на полную. В интервью 1977 года заявила, что создание сильного местного оркестра исключительно важно для поддержки местного патриотизма (англ. has helped tremendously to build local pride). Оставалась почётным членом попечительского совета до конца жизни. В 1993 году перевела миллион долларов США на текущие расходы оркестра.